# Simpsonville (Caroline du Sud)
Pour les articles homonymes, voir Simpsonville.
Simpsonville est une ville du comté de Greenville, en Caroline du Sud, aux États-Unis. Elle fait partie du district de Greenville – Mauldin – Easley.
Simpsonville fait partie du Golden Strip, avec Mauldin et Fountain Inn, une région qui est connue pour avoir un faible taux de chômage en raison d'une forte présence de diverses industries.

## Histoire
Simpsonville est fondée dans les années 1820 au carrefour de la Old Stage Road et d'un ancien chemin qu'empruntaient les Cherokee, chemin qui aujourd'hui s’appelle la Georgia Road.
L'édifice Burdette, la maison Cureton-Huff, la ferme Hopkins (Hopkins Farm (Simpsonville, South Carolina) (en) et l'église baptiste de Simpsonville sont inscrites au registre national des lieux historiques.

## La géographie
Selon l'agence scientifique gouvernementale United States Geological Survey, Simpsonville est situé au sud-est du comté de Greenville, entre Mauldin au nord-ouest et de Fountain Inn au sud-ouest. Le centre-ville est à une altitude de 264 mètres.

Selon le Bureau du recensement des États-Unis, Simpsonville a une superficie totale de 23,12 km2

## Démographie
Au recensement de 2018 :
- la population se montait à 23 037 habitants,
- le revenu moyen des ménages est de 67 456 $,
- 7,6 % de la population est en dessous du seuil de pauvreté,
- 93,2 % de la population est diplômée de la fin du secondaire ou plus,
- 13,7 % de la population n'a pas d'assurances maladie,
- 85,1 % des ménages ont une connexion internet.

Le revenu moyen des habitants est au-dessus du revenu moyen de la Caroline du Sud.

### Criminalité
Pour l'année 2018 on compte 1 478 actes délictueux et criminels, dont un meurtre, cinq viols, cinq vols à main armée, trente agressions physiques, 74 cambriolages, 565 vols, 55 vols de véhicules et quatre incendies volontaires. Il est à noter qu'après un pic de criminalité atteint en 2007 qui faisait de la ville l'un des villes les plus criminogènes des États-Unis, le taux de criminalité est en baisse constante et est se maintient en dessous du taux moyen national depuis l'année 2011.

### Cotation
En 2010, le magazine Family Circle (en) avait classé Simpsonville parmi les dix meilleurs villes pour l'installation de familles.
| 1900 | 1910 | 1920 | 1930  | 1940  | 1950  |
| ---- | ---- | ---- | ----- | ----- | ----- |
| 195  | 521  | 566  | 1 400 | 1 298 | 1 529 |

| 1960  | 1970  | 1980  | 1990   | 2000   | 2010   |
| ----- | ----- | ----- | ------ | ------ | ------ |
| 2 282 | 3 308 | 9 037 | 11 708 | 14 352 | 18 238 |

## Administration
Simpsonville est dirigée par un maire assisté par six conseillers municipaux représentant chacun une circonscription de la commune. Les élus de l'élection municipale de 2019 sont : 
- Maire: Paul Shewmaker (c'est son premier mandat qui se termine le 31-12-2023),
- Conseiller de la 1° circonscription : Matthew Gooch (troisième mandat se terminant le 31-12-2023),
- Conseiller de la 2° circonscription : Stephanie Kelley (premier mandat se terminant le 31-12-2021),
- Conseiller de la 3° circonscription : Jenn Hulehan (deuxième mandat se terminant le 31-12-2023),
- Conseiller de la 4° circonscription : Sherry Roche (premier mandat se terminant le 31-12-2021),
- Conseiller de la 5° circonscription : Ken Cummings (deuxième mandat se terminant le 31-12-2023),
- Conseiller de la 6° circonscription : Lou Hutchings (premier mandat se terminant le 31-12-2021),

En 2020, les services administratifs de la mairie sont gérés par la directrice générale des services, Dianna Gracely, assistée de la directrice des ressources humaines, Phyllis Long.

## Services publics (liste non exhaustive)
- Sa mairie au 118, N.E. Main Sreet[13].
- Une poste au 634, Main Street[14].
- Un service de pompiers au 403, Curtis Street[15].
- Un cimetière municipal[16].
- Une bibliothèque publique, annexe du Greenville County Library System[17].

## Scolarité
L'éducation publique à Simpsonville est administrée par le district scolaire du comté de Greenville.
Les établissements sont les suivants : 
- Neuf écoles primaires,
  1. la Bell's Crossing Elementary School[19],
  2. la Bethel Elementary School[20],[21],[22],
  3. la Bryson Elementary School[23],[24],
  4. la Mauldin Elementary School[25],[26],
  5. la Monarch Elementary School[27],[28],
  6. l'Oakview Elementary School[29],[30],
  7. la Plain Elementary School[31],[32],
  8. la Rudolph Gordon School[33],[34],
  9. la Simpsonville Elementary School[35],[36].

À cette liste, il faut rajouter une école primaire privée, l'Abiding Peace Academy située sur le campus de l'Abiding Peace de l'église luthérienne de Simpsonville.
- Cinq établissements du premier cycle secondaire : 
  1. la Bryson Middle School[38],[39],
  2. la Hillcrest Middle School[40],[41],
  3. la Mauldin Middle School[42],[43],
  4. la Ralph Chandler Middle School[44],[45],
  5. la Rudolph Gordon Middle School[33]
- Un établissement du second cycle secondaire la Hillcrest High School (Simpsonville, South Carolina) (en)[46],[47],[48].

## Activités commerciales et industrielles
Au recensement de 2012, il existe 1890 commerces, ateliers et industries.
La chambre de commerce de Simpsonville fait état, entre autres, de trois pharmacies et de deux supermarchés.
Simpsonville possède deux centres commerciaux principaux :
- le Plaza Shopping Center[50],
- le Simpsonville Shopping Center[51].

## Personnalités natives de Simpsonville
- Red Barbary (en) joueur de baseball, inscrit à la Major League Baseball[52],
- Danelle German (en), créatrice de sacs à main pour chats et fondatrice du National Cat Groomers Institute of America[53],
- Lucas Glover, golfeur du PGA Tour, vainqueur du US Open Golf Championship 2009[54],
- Shane Hall (en), pilote de stock-car inscrit à la NASCAR[55],
- Colby Howard (en), pilote de stock-car inscrit à la NASCAR[56],
- Tommy Jones (bowler) (en), champion de bowling professionnel ; Joueur de l'année PBA 2005-06[57],
- Blakely Mattern (en), joueuse de football américain[58],
- Jamon Meredith, plaqueur offensif, choix de repêchage de cinquième ronde des Packers de Green Bay en NFL en 2009[59],
- Emilio Pagan, lanceur des Oakland A de la MLB[60],
- Stephen Thompson, kick-boxeur de l'UFC[61],
- Madison Younginer (en), joueur de baseball, inscrit à la Major League Baseball[62],